# 魏塔铁路
魏塔铁路，是一条位于辽宁省境内的铁路，全长246.9千米，当时属于锦州铁路局，目前由沈阳铁路局运营。为连接沈山和锦承两大铁路干线的一条重要联络线，全线为单线区间。1970年11月，魏塔铁路（魏杖子至塔山） 新建工程开工， 1971年10月铺轨，1973年12月完成， 1974年1月1日正式通车临管运营，1976年1月1日正式开办营业，至1998年停運。
目前，魏塔线开通一对普客慢车。